# Port lotniczy Gelekpʽu
Port lotniczy Gelekpʽu (IATA: GLU, ICAO: VQGP) – krajowy port lotniczy położony około 3 km od Gelekpʽu w Bhutanie.

## Linie lotnicze i połączenia
| Linia Lotnicza | Kierunek              |
| -------------- | --------------------- |
| Druk Air       | 1. Paro 2. Yongphulla |